# Opechinus
Genre
Opechinus est un genre d'oursins (échinodermes) de la famille des Temnopleuridae, que l'on trouve en Australie.

## Caractéristiques
Ce sont de petits oursins réguliers, de forme sphérique, avec la bouche située au centre de la face inférieure (« face orale ») et l'anus à l'opposé (face dite « aborale »), au sein de l'« appareil apical » situé au sommet de la coquille (appelée « test »).
Le test est légèrement aplati dorsalement, avec un ambitus arrondi. 
Le disque apical est dicyclique, avec un périprocte circulaire. Les plaques génitales portent un anneau de tubercules autour du périprocte. Chez les espèces actuelles, on note la présence d'une plaque suranale à peine différenciée. 
Les ambulacres sont larges et droits. Les plaques ambulacraires sont trigéminées. les paires de pores sont généralement unisériées. Les ambulacres ne forment pas de phyllodes oralement. 
Un tubercule primaire orne chaque plaque composée près de la zone à pores, et une double colonne de dépressions suturales triangulaires alterne vers le perradius. 
Les plaques interambulacraires sont peu larges, et portent en leur centre un petit tubercule primaire, formant des colonnes verticales connectées. 
Des dépressions sont très visibles aux sutures, ainsi que des dépressions interradiales à toutes les sutures triples. Des zones surélevées en forme de trapèze sont visibles de part et d'autre des tubercules primaires, portant une granulation et quelques tubercules miliaires. 
Les tubercules sont imperforés et non crénulés. 
Les plaques apparaissent presque nues, surtout aux interradius, mais il n'y a pas de zones nues bien définies sur les interambulacres adapicaux. 
Le péristome est très enfoncé, avec des encoches buccales très réduites.
Ce genre semble être apparu à l'Éocène, et s'est répandu du Pakistan à l'Indonésie.

## Taxonomie
Selon World Register of Marine Species (9 juillet 2014) :
- Opechinus albus Mortensen, 1942 -- îles Kei
- Opechinus cheribonensis Jeannet, in Lambert & Jeannet, 1935 † -- Indonésie (Miocène)
- Opechinus collignoni Jeannet, in Lambert & Jeannet, 1935 † -- Indonésie (Miocène)
- Opechinus madurae Jeannet, in Jeannet & Martin, 1937 † -- Indonésie (Miocène)
- Opechinus variabilis (Döderlein, 1885) -- Japon

Le symbole † indique un taxon éteint.